# Bahnhof Fürstenfeld

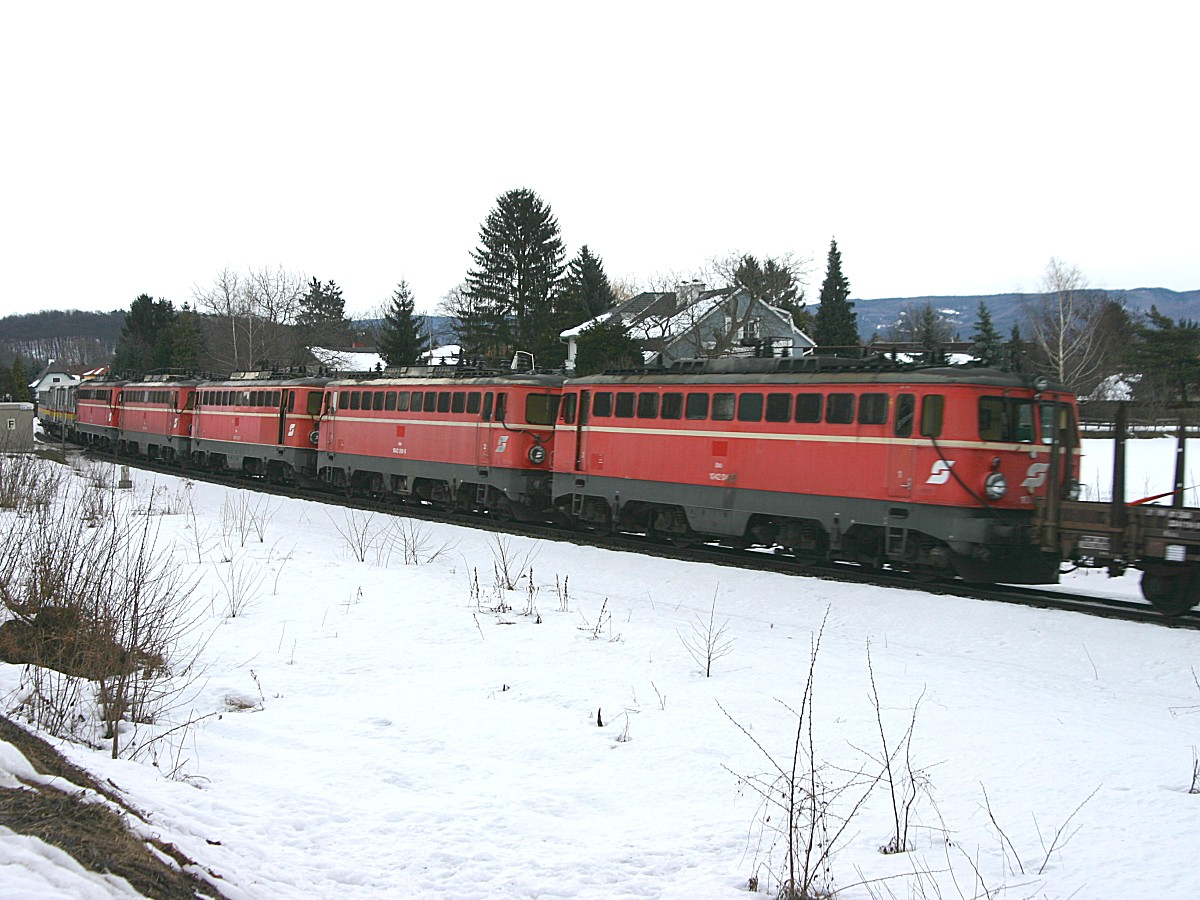
Fünf E-Loks auf dem Weg zur Verschrottung in Übersbach

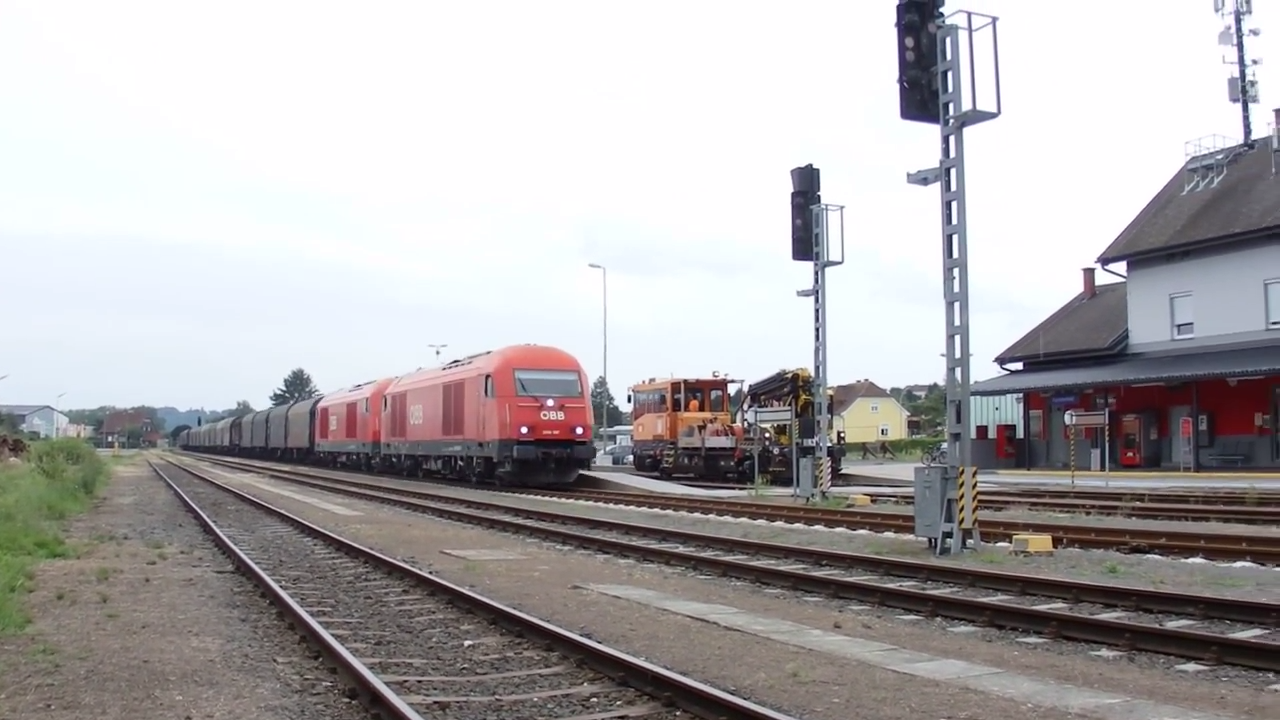
Ein Güterzug auf dem Weg nach Wiener Neustadt bei der Durchfahrt im Bahnhof Fürstenfeld, im Hintergrund wartet eine ÖBB X630 auf weitere Aufträge

Der Bahnhof Fürstenfeld liegt im Streckenkilometer 20,126 der eingleisigen Thermenbahn auf einer Seehöhe von 273 m ü. A. und ist Systemhalt aller dort vorbeikommenden Personenzüge. Er liegt im Osten des Stadtgebietes. Ein weiterer Haltepunkt in Fürstenfeld ist die Haltestelle Übersbach (Streckenkilometer 13,210) im südwestlichen Stadtteil Übersbach.

## Anlagen
Der Bahnhof ist ausgestattet mit drei Hauptgleisen mit Bahnsteig, einem Abstellgleis, zwei Freiladegleisen (davon eines mit Seitenrampe), einem Bestandnehmergleis und einem Gleis für Bahndienstfahrzeuge (mit Lokwerkstatt). Die Hauptgleise sind mit Ausfahr-Lichtsignalen in beide Richtungen ausgestattet und weisen Längen zwischen 266 Meter (Gleis 1) und 285 Meter (Gleis 3) auf. Die Bahnsteige haben jeweils eine Länge von 135 Metern, wobei der Bahnsteig 1 eine Kantenhöhe von nur 25 Zentimeter und der Inselbahnsteig 2/3 eine Kantenhöhe von 38 Zentimeter aufweist. Zu den Bahnsteigen besteht kein gleisfreier Zugang. Die maximale Neigung im Bahnhof beträgt 19,45 Promille. An den Bahnhof sind drei Anschlussbahnen angeschlossen, die zum Kältekompressoren-Hersteller Nidec, zum Stahlerzeuger Voestalpine und zum Lagerhaus führen.
Eine weitere Anschlussbahn, die vom Bahnhof Fürstenfeld bedient wird, liegt zwischen der Haltestelle Übersbach und dem Bahnhof Fürstenfeld im Streckenkilometer 17,577.

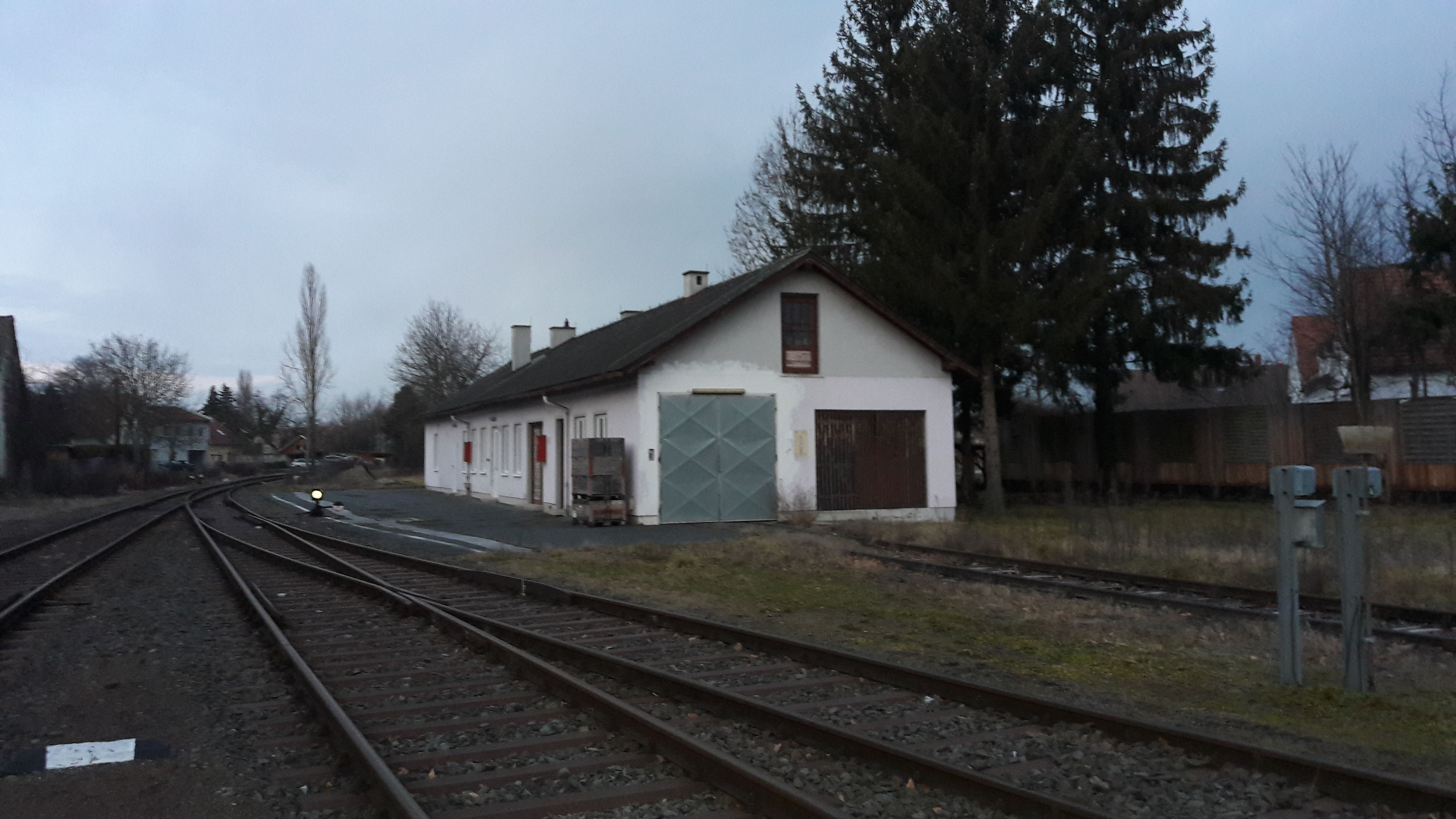
Stützpunkt der ÖBB INFRA (SAE) am Bahnhof

Im Bahnhof Fürstenfeld befindet sich eine Dienststelle der ÖBB INFRA, in welcher mehrere Bahnmitarbeiter beschäftigt sind.

## Zugverkehr

### Personenverkehr

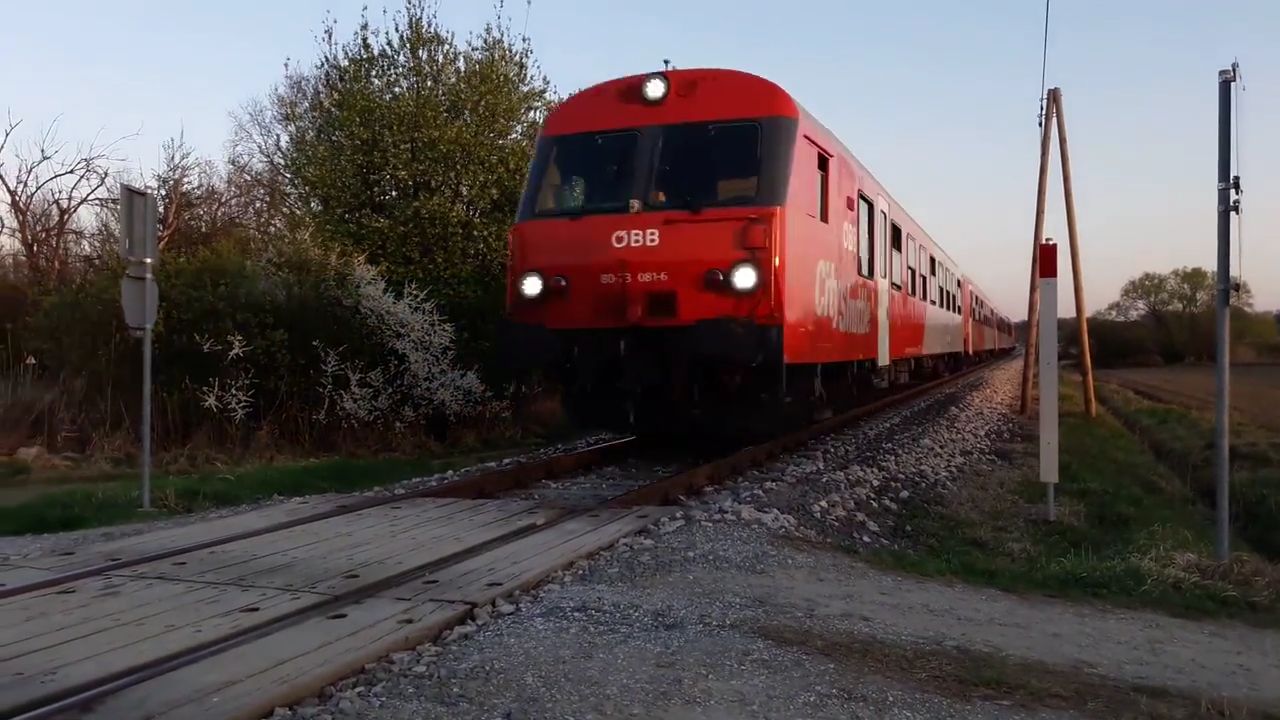
Ein Regionalexpress auf dem Weg nach Wien Hbf kurz nach Fürstenfeld

Im 2-Stunden-Takt, außer freitags jedoch mit Lücken, verkehren Regionalzüge nach Fehring und Wiener Neustadt Hauptbahnhof. Einzelne Züge Richtung Fehring laufen bis Graz Hauptbahnhof durch.
Samstags mit R/REX 2756 und sonn- und feiertags mit R/REX 2756 und 2772 ist Fürstenfeld auch direkt an Wien Hauptbahnhof angebunden.

### Güterverkehr

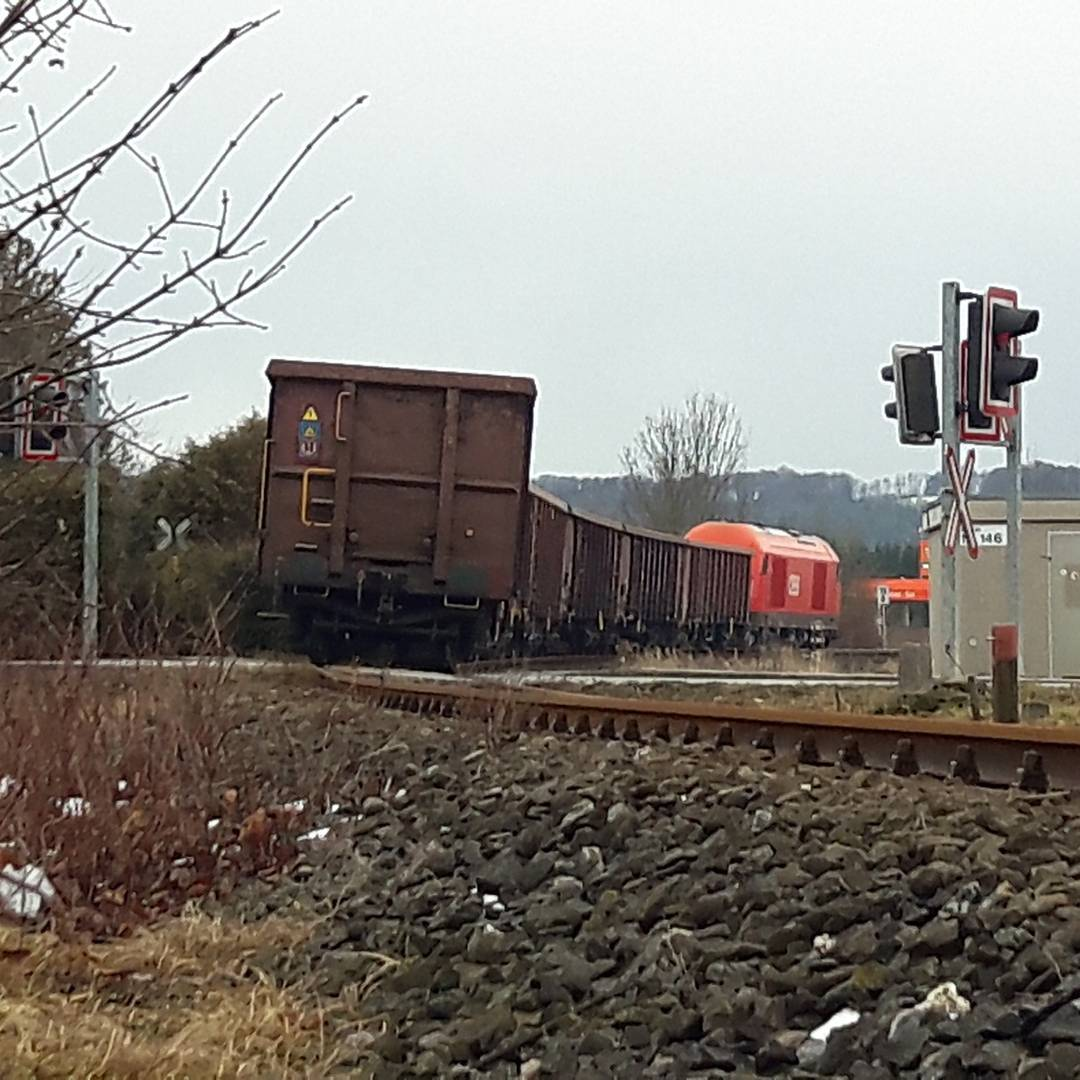
Ein mit Schrott beladener Hochbordwagenzug auf dem Weg von Fürstenfeld nach Übersbach

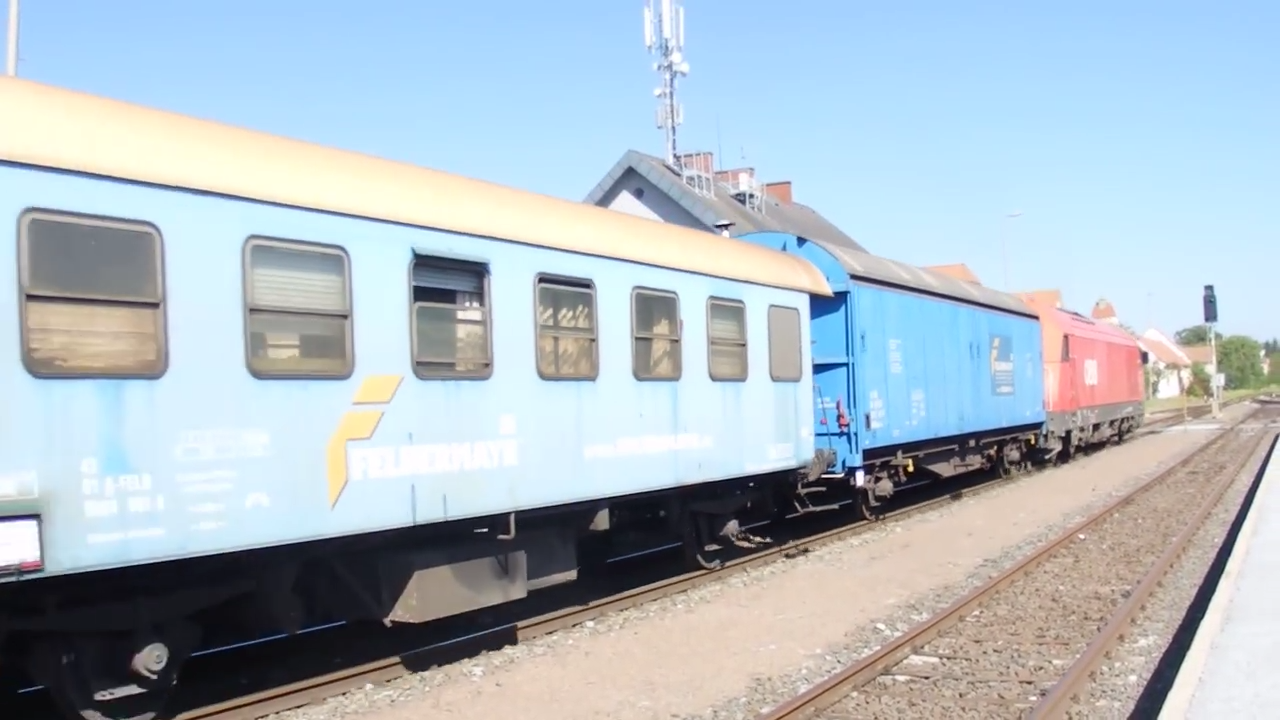
Ein Trafozug beim Halt in Fürstenfeld

Es existiert lediglich ein Bedienungszugpaar (VG 74772 / 74773) welches montags, mittwochs und freitags um 11:45 Uhr Fehring verlässt und um 12:18 Uhr im Bahnhof Fürstenfeld eintrifft. Abfahrt nach den diversen Verschubtätigkeiten ist planmäßig um 13:00 Uhr. Transportiert wurden im Jahr 2019 noch Schrott, Holz, Kältekompressoren und Heizöl. Diese Frachten wurden aus Fürstenfeld nach Fehring gebracht, wo sie in einen um 17:00 Uhr aus Szentgotthárd eintreffenden und nach Graz Verschiebebahnhof weiterfahrenden Güterzug eingereiht wurden.
Im Fahrplanjahr 2020 ist jedoch nach aktuellen Aussichten (April 2020) keine Bedienung des Anschlussgleises zur „Kohl Eisen GmbH“ mehr vorgesehen. Somit fällt der größte Faktor für den Güterverkehr, der Transport von Stahlschrott, weg. Die Lieferung von Heizöl und Kältekompressoren an das Lagerhaus und die Fa. SECOP finden nur etwa monatlich statt. So ist die mittlerweile magere Holzverladung die einzige Ursache für eine weitere regelmäßige Führung eines Bedienungszuges. Doch auch diese soll in absehbarer Zeit verschwinden. Der letzte Güterzug steht auf der Kippe.
Die einzigen sonstigen Zugbewegungen, die nicht dem Personenverkehr angehören, sind einige Trafozüge und Lokzüge, welche etwa wöchentlich und unvorhersehbar zwischen Weiz bzw. Fehring und Wiener Neustadt unterwegs sind.

## Ferne Vergangenheit
Im Zweiten Weltkrieg waren Bahnhof und Bahnstrecke Ziele von Luftangriffen. Am 17. Oktober 1944 wurde die Bahnstrecke zwischen Fürstenfeld und Bierbaum durch Bombardierungen ziemlich schwer beschädigt.
Am 1. Februar 1945 wurde der Bahnhof Fürstenfeld als Gelegenheitsziel von B-17 Bombern attackiert.
Der Anschluss an die Tabakfabrik Austria und an die Fürstenfelder Stadtwerke wurde 2013 zurückgebaut.
Die Fahrdienstleitung diente von 2008 bis 2020 nur noch als Pausenraum für Verschubpersonal und Schaffner. Die Personenkassa wurde 2006 geschlossen und stand seither leer. Ein Ticketautomat und das neue Projekt Bahnhof in der City im Tourismusbüro in der Innenstadt wurden als Nachfolger auserkoren. Bereits im ersten Jahr waren die Umsätze höher als erwartet, das Modellprojekt fand österreichweit Nachahmer. Ende 2019 wurden die Räumlichkeiten restauriert und eine Wand durchbrochen. Fahrdienstleitung und Ticketschalter sind nun ein großer Raum und dieser ist seit 2020 werktags wieder mit zwei ÖBB-Mitarbeitern besetzt, welche für Auskunft und Ticketverkauf zuständig sind.
In den Jahren 1960 bis 1970 verkehrten noch Schnellzüge Wien–Graz mit Halt in Friedberg, Hartberg, Fürstenfeld, Fehring, Feldbach und Gleisdorf, welche wegen des Kur- und Bädertourismus auch Kurswagen nach Bad Gleichenberg führten.
In den Jahren 2006/2007 wurden in Fürstenfeld zahlreiche ausgemusterte Triebfahrzeuge der ÖBB durch die Firma Kohl verschrottet. Betroffen waren die Reihen 1042, 1142, 2062 und 2067.

### Zusammenhang mit der steirischen Ostbahn
Ursprünglich sollte die von Graz Hauptbahnhof über Fehring nach Szentgotthárd verlaufende steirische Ostbahn über Ilz nach Fürstenfeld und über Heiligenkreuz im Lafnitztal weiter nach Szentgotthárd gebaut werden. Somit wäre der Bahnhof Fürstenfeld ein Knotenpunkt und Trennungsbahnhof gewesen. Im Zuge des Einspruchs der Stadt Feldbach wurde die Strecke jedoch über Fehring nach Szèntgotthard errichtet.